# جزيرة كانيونغان الكبرى
جزيرة كانيونغان الكبرى وهي جزيرة من جزر إندونيسيا، وتقع في إقليم كالمنتان الشرقية.